# C. J. Giles
Chester Jarrel "C.J." Giles (25 de setembro de 1985) é um basquetebolista profissional norte-americano. Em 2008, atuou no Los Angeles Lakers.